# Pietro Magni
Pour l’article homonyme, voir Pietro Magni (footballeur).
Pour les articles homonymes, voir Magni (homonymie).
Pietro Magni (Milan, 21 octobre 1817 - Milan, 9 janvier 1877) est un sculpteur italien du XIXe siècle qui a exécuté beaucoup de statues d'hommes illustres.

## Biographie
Pietro Magni étudie d'abord  à l'Académie des beaux-arts de Brera de Milan, puis entre dans l'atelier d'Abbondio Sangiorgio.
À partir de 1837, il est influencé par les travaux de Lorenzo Bartolini.
En 1849, il part à Rome pour un voyage d'études.
En 1850, il remporte un prix de l'Académie de Brera pour son David, exposé ensuite à l'Exposition universelle de 1855 de Paris.
Sa Lectrice de 1856 est son travail le plus abouti et il en a fabriqué plusieurs exemplaires.
De 1855 à 1867,  il réalise plusieurs statues pour le Dôme de Milan et en 1860, il obtient une chaire  à l'Accademia di Brera de Milan.
Enrico Butti fut de ses élèves.

## Œuvres
- Londres : William Shakespeare
- Milan 
  - Duomo
    - Saint Justin
    - Saint Éloi de Noyon et l'orfèvre (1867)
    - Saint Jean de La Croix (1860)

  - Galleria d'art moderna
    - Socrate, 1853, statue en plâtre
    - La Lectrice, 1864, statue en plâtre

  - Galleria Vittorio Emanuele II
    - Camillo Cavour

  - Piazza della Scala
    - Monument à Léonard de Vinci (dont  la statue de Cesare da Sesto sur le piédestal)

  - Teatro alla Scala
    - Les Aristeides et le compositeur Gioachino Rossini
- Trieste, Museo Revoltella : Le Percement du canal de Suez (1863)
- Washington DC, National Gallery of Art : La Lectrice, 1861, statue en marbre[1]
- Sappho
- Abel